# Vijf gemaskerde mannen
Vijf gemaskerde mannen is een hoorspelserie van Thomas Andresen. Fünf Männer mit Maske werd vanaf 1 maart 1975 uitgezonden door de Westdeutscher Rundfunk. Robert Sobels vertaalde ze en de AVRO zond ze uit vanaf dinsdag 9 november 1982. De regisseur was Hero Muller.

## Delen
- Deel 1: Het complot (duur: 51 minuten)
- Deel 2: Een wreker en een risico (duur: 53 minuten)
- Deel 3: Duisternis en schemering (duur: 51 minuten)
- Deel 4: Bang voor Silver Nelson (duur: 56 minuten)

## Rolbezetting
- Fé Sciarone (Renate Castellotti)
- Hans Karsenbarg (Ludwig, een verpleger)
- Robert Sobels (Kaje Uwesson)
- Frans Somers (dokter Romsky)
- Edmond Classen (Hannes Kowakowski)
- Hans Veerman (Horst Günther Schmitt-Holwitz)
- Lies de Wind (mevrouw Kowakowski)
- Joke Hagelen (mevrouw Schmitt-Holwitz & mevrouw Braus)
- Joop van der Donk (Walther Rumland & de heer Kuhlenkort)
- Con Meijer (Thompson)
- Donald de Marcas (Joachim)
- Joke van den Berg (mevrouw Uwesson)
- Paul van Gorcum (een professor)
- Jaap Maarleveld (Schimmelpenning)
- Raph Wolfs (een verpleegster)
- Ben Hulsman (Erwin Tedens)

## Inhoud
Een detectiveserie in vier delen die wel een doorlopend verhaal vertellen, maar waarvan elk deel op zichzelf staat en afzonderlijk begrepen kan worden. Vijf vrienden hebben in hun geboortestad 19 jaar geleden lynchrecht gepleegd. Ze hebben (zo zagen zij het toen) slechts het werk van de politie overgenomen en de Italiaan Alberto op eigen houtje aan een "verscherpt verhoor" onderworpen. Alberto heeft dat verhoor niet overleefd. Het is de politie nooit gelukt de mysterieuze dood van de Italiaan op te helderen. Intussen is er gras over de zaak gegroeid, de vijf gemaskerde mannen hebben carrière gemaakt. Eén is politicus bij een conservatieve partij, een andere is uitgerekend bij de politie, de derde is arts, de vierde, ooit een aanzienlijk koopman, is aan lager wal geraakt en werd een ongeremde drinker, en de vijfde is net vermoord. Is er iemand die zijn medeplichtigen uit de weg wil ruimen? Vier vrienden worden plots vier doodsvijanden. Een strijd breekt los, een strijd op leven en dood…